# Шаховской, Владимир Александрович
Владимир Александрович Шаховской (латыш. Vladimirs Šahovskojs, 1906—1977) — советский актёр театра и кино, заслуженный артист Латвийской ССР (1956).

## Биография
Владимир Шаховской родился в 1906 году. Был актёром Рижского театра русской драмы. Снялся в нескольких кинокартинах. Заслуженный артист Латвийской ССР (1956).

## Творчество

### Роли в театре
- Государственный русский драматический театр Латвийской ССР
  - 1949 — «Дворянское гнездо» по роману И. С. Тургенева — Гедеоновский Сергей Петрович
  - 1958 — «Варвары» М. Горького — Дунькин муж, личность неопределённая

### Фильмография
1. 1926 — Приказ №... — Козловский, археолог
2. 1926 — Трипольская трагедия — поп села Триполье
3. 1927 — Одна ночь — Билли, безработный англичанин, моторист
4. 1930 — Ненависть — Ян
5. 1933 — Конвейер смерти — Дик
6. 1961 — Карьера Димы Горина — эпизод
7. 1964 — док.фильм Внимание — телевидение! — голос за кадром.
8. 1970 — Стреляй вместо меня — эпизод

## Награды
- Заслуженный артист Латвийской ССР (1956).